# Чибрикова, Любовь Ивановна
Любовь Ивановна Чибрикова (2 февраля 1925, Новое Шигалеево — 18 июня 2001, Казань) — доктор физико-математических наук, профессор Казанского государственного университета, заслуженный деятель науки РФ (1997).

## Биография
Родилась в дер. Новое Шигалеево в семье крестьянина-середняка.
Окончила физико-математический факультет Казанского государственного университета (1947) и аспирантуру при кафедре дифференциальных уравнений (1950, научный руководитель Гахов, Фёдор Дмитриевич). В 1950—1951 гг. ассистент кафедры высшей математики Новочеркасского политехнического института. В 1951 году защитила кандидатскую диссертацию на тему «Особые случаи обобщённой краевой задачи Римана».
С сентября 1951 по июнь 2001 г., работала на кафедре дифференциальных уравнений КГУ: ассистент, старший преподаватель, доцент, профессор, в 1959—1991 гг. зав. кафедрой.
Доктор физико-математических наук (1964), тема диссертации «Краевая задача Римана для автоморфных функций». Профессор (1965). Член КПСС в 1964—1991 гг.
Умерла 18 июня 2001 года в Казани после тяжёлой болезни.

## Научная деятельность
Научные интересы:
- краевые задачи на римановых поверхностях и для бесконечного числа контуров,
- решение методом симметрии граничных задач для областей, ограниченных дугами алгебраических кривых,
- различные особые случаи задач Римана и Гильберта,
- интегральные уравнения с ядром Гильберта, обобщёнными логарифмическими и степенными ядрами,
- исследование различных задач аналитической теории линейных дифференциальных уравнений и уравнений эллиптического типа.

### Сочинения
- Основные граничные задачи для аналитических функций [Текст] / Л. И. Чибрикова. — Казань : Изд-во Казан. ун-та, 1977. — 302 с.; 22 см.
- Избранные главы аналитической теории обыкновенных дифференциальных уравнений / Л. И. Чибрикова; [Казан. фонд «Математика», НИИММ]. — Казань : Казан. фонд «Математика», 1996. — 310 с.; 20 см. — (Монографии по математике; N 3).; ISBN 5-900975-08-8 :
- О применении метода симметрии к решению основных задач плоской теории упругости в случае анизотропной среды / Л. И. Чибрикова, Лин Вэй; Казан. гос. ун-т. — Казань : КМО, 1998. — 30 с.; 21 см. — (Препринт. Казан. мат. о-во; N 98-1).
- Л. И. Чибрикова. «О решении некоторых полных сингулярных интегральных уравнений», Учен. зап. Казан. ун-та., 122:3 (1962), 95-124
- Л. И. Чибрикова. «О граничных задачах для прямоугольника», Учен. зап. Казан. ун-та., 123:10 (1963), 15-39
- Л. И. Чибрикова, Л. Г. Салехов. «К решению краевой задачи Гильберта», Тр. сем. по краев. задачам, 8 (1971), 155—175

## Награды и звания
Заслуженный деятель науки Российской Федерации (1997).